# Kecamatan Kaliwungu (distrikt i Indonesien, lat -6,79, long 110,79)
Kecamatan Kaliwungu är ett distrikt i Indonesien.   Det ligger i provinsen Jawa Tengah, i den västra delen av landet, 400 km öster om huvudstaden Jakarta.